# Rick Aviles
Rick Aviles (* 14. Oktober 1952 in New York City, New York; † 17. März 1995 in Los Angeles, Kalifornien) war ein US-amerikanischer Stand-up-Comedian und Schauspieler. Aviles’ Eltern waren Ende der 1940er Jahre aus Puerto Rico in die USA eingewandert, um dort ein besseres Leben zu führen. Sie lebten bis zu seiner Geburt in Manhattan.

## Karriere
In den 1970er und 80er Jahren arbeitete Rick als Stand-up-Comedian im Greenwich Village Nachtclub in New York. 1981 erhielt Aviles die Rolle des Mad Dog in der Actionkomödie Auf dem Highway ist die Hölle los und spielte dort neben Burt Reynolds, Roger Moore und Dean Martin.
Im Jahr 1987 wirkte Aviles in zwei größeren Filmen mit. Neben Michael J. Fox stand er für den Film Das Geheimnis meines Erfolges vor der Kamera und anschließend sah man ihn mit Christopher Reeve und Morgan Freeman in dem Film Glitzernder Asphalt. Seine größte Rolle hatte er in dem Film Ghost – Nachricht von Sam an der Seite von Patrick Swayze, Demi Moore und Whoopi Goldberg als Willie Lopez.
Er spielte zweimal neben Al Pacino in einem Film mit, Der Pate III von Regisseur Francis Ford Coppola und Carlito’s Way von Brian De Palma. Danach erhielt Aviles in der Stephen-King-Verfilmung The Stand – Das letzte Gefecht eine Rolle, bevor er den Pförtner in Waterworld neben Kevin Costner spielte. In Joes Apartment – Das große Krabbeln verlieh er in der Originalfassung den Kakerlaken seine Stimme.

## Tod
Rick Aviles hatte sich mit HIV nach Drogenmissbrauch durch Heroin infiziert und erlag der Krankheit AIDS am 17. März 1995.

## Filmografie (Auswahl)
- 1981: Auf dem Highway ist die Hölle los (The Cannonball Run)
- 1984: Die Glücksritter von Manhattan (Billions for Boris)
- 1987: Glitzernder Asphalt (Street Smart)
- 1987: Das Geheimnis meines Erfolges (The Secret of My Succe$s)
- 1989: Mystery Train
- 1989: Identity Crisis
- 1990: Ghost – Nachricht von Sam (Ghost)
- 1990: Der Pate III (The Godfather Part III)
- 1990: Green Card – Schein-Ehe mit Hindernissen (Green Card)
- 1993: Carlito’s Way
- 1993: Streets of New York (The Saint of Fort Washington)
- 1994: Stephen Kings The Stand – Das letzte Gefecht (The Stand; Fernseh-Miniserie)
- 1995: Waterworld
- 1996: Joes Apartment – Das große Krabbeln (Joe’s Apartment)